# アスカルベク・ジャパロフ
アスカルベク・ジャパロフ（Аскарбек Жапаров；1966年12月8日 - ）は、キルギス共和国の軍人。キルギス国境庁長官。元キルギス共和国軍参謀総長。少将。キルギス人。

## 経歴
オシ州ウズゲンスキー地区カラクル村出身。
1987年、オルジョニキゼ高等諸兵科共通学校を卒業し、小隊長、中隊長、独立大隊長を歴任。
キルギス独立後は、国境警備総局の国境支隊長、戦闘訓練局長を務めた。1997年、フルンゼ名称軍事アカデミーを卒業。
2004年～2006年7月、作戦総局長/参謀次長。2006年、ロシア連邦軍参謀本部アカデミーを卒業。2006年7月27日、国防次官。
2008年6月24日～2009年10月、参謀総長/国防第一次官。2008年7月2日から集団安全保障条約機構統合参謀長を兼任。
2009年10月26日、キルギス国境庁長官。2010年4月27日、暫定政府により解任。

## パーソナル
「エルディク」メダルを受章。